# ایرباس ئی-فن
ایرباس ئی-فن(به انگلیسی: Airbus E-Fan) یک نمونه اولیه هواپیمای برقی دو نفره است که توسط ایرباس در دست توسعه بود. این هواپیما در ژوئیه ۲۰۱۴ در نمایشگاه هوایی فارن‌بورو در بریتانیا در مقابل مطبوعات جهانی به نمایش درآمد. بازار هدف این هواپیما قرار بود آموزش خلبانی باشد، اما تولید آن در آوریل ۲۰۱۷ لغو شد.

## مشخصات فنی
داده‌ها از Jane's All the World's Aircraft 2014/15 and Airbus
ویژگی‌های عمومی
- خدمه: یک
- ظرفیت: یک مسافر
- طول: ۶٫۶۷ متر (۲۱ فوت ۱۱ اینچ)
- پهنای بال: ۹٫۵۰ متر (۳۱ فوت ۲ اینچ)
- بیشترین وزن برخاست: ۵۵۰ کیلوگرم (۱٬۲۱۳ پوند)
- پیشرانه: ۲ عدد  موتور الکتریکی، ۳۰ کیلووات (۴۰ اسب بخار) در هر موتور از طریق داکت‌فن‌های هشت پره،هر یک رانشی برابر با ۰٫۷۵ کیلونیوتن (۲۶۶ پوند نیرو) تولیدی می‌کند، باتری: لیتیم-یون ۱۸۶۵۰، با ۲۰۷ Wh/kg در هر پیل، در مجموع ۲۹ کیلووات ساعت با وزن باتری ۱۶۷ کیلوگرم

عملکرد
- حداکثر سرعت: ۲۲۰ کیلومتر بر ساعت (۱۴۰ مایل بر ساعت، ۱۲۰ گره) تمام ارقام مربوط به عملکرد تخمینی است
- سرعت کروز: ۱۶۰ کیلومتر بر ساعت (۹۹ مایل بر ساعت، ۸۶ گره)
- مداومت پروازی: ۶۰ دقیقه
- برآر به پسار: ۱۶:۱[۱]